# Francesc Romeu i Torrents
Francesc Romeu i Torrents (Tiana, Maresme, 1959) és un periodista i capellà català.
Exerceix com a professor de Periodisme a la Facultat de Comunicació Blanquerna de la Universitat Ramon Llull. Habitualment, col·labora, com a expert en informació religiosa, a la revista Foc Nou (des de fa més de 25 anys) i a El Ciervo i a la revista Relats. També ha col·laborat als diaris El Observador, Avui i El Periódico i a les emissores de ràdio: Catalunya Ràdio, Ràdio 4 i Ràdio Estel, entre altres mitjans.
Com a capellà catòlic, és rector de la parròquia de Santa Maria del Taulat al barri del Poblenou de Barcelona, des del 2009, del qual també n'és l'arxipreste. També ha estat consiliari diocesà del Moviment d'Universitaris i Estudiants Cristians i és consiliari del Moviment de Professionals Catòlics de Barcelona.
En diverses ocasions s'ha implicat activament en accions de solidaritat. Així, a finals de juliol de 2013, com a capellà de l'església Sant Bernat del Poblenou, va acollir a una cinquantena d'immigrats desallotjats de la nau del carrer Puigcerdà del Poblenou.

## Publicacions
- 2002: Creients i no creients. Francesc Romeu conversa amb Jordi Coca i Antoni Deig[7]
- 2004: Va ser el coordinador de l'obra L'Església en crisi[8]
- 2004: Va participar en el llibre L'Espanya d'Aznar. Dotze visions del projecte polític del PP[9]
- 2005: Tertúlia de capellans: converses sobre el paper de l'Església, avui, amb Enric Canet i Jaume Reixach[10]
- 2009: Què pensa Joan Carrera[11]